# NGC 201
NGC 201 este o galaxie spirală situată în constelația Balena, membră a grupului NGC 192 (care cuprinde galaxiile NGC 173, NGC 196, NGC 197, NGC 201, NGC 237) și a grupului HCG 7 (care cuprinde galaxiile NGC 196, NGC 197, NGC 201). A fost descoperită în 28 decembrie 1790 de către William Herschel. De asemenea, a fost observată încă o dată în 20 decembrie 1827 de către John Herschel.